# توماس بيريرا
توماس بيريرا (بالبرتغالية: Tomás Pereira‏) (و. 1645 – 1708 م) هو عالم فلك، ورياضياتي، ودبلوماسي من البرتغال. ولد في فيلا نوا د فاماليساو.
توفي في مملكة تشينغ، عن عمر يناهز 63 عاماً.